# Lech Wierzbowski
Lech Wierzbowski – polski aktor teatralny, grający okazjonalnie epizodyczne role filmowe i telewizyjne. 
W 1977 został absolwentem Studia przy Teatrze Muzycznym w Gdyni. Od 1986 aktor Teatru im. Wojciecha Bogusławskiego w Kaliszu. Został nagrodzony m.in. Srebrnym Krzyżem Zasługi (2001), Nagrodą Kulturalną Prezydenta Miasta Kalisza (2009) i odznaczeniem „Zasłużony dla Kultury Polskiej” (2016).

## Wybrana filmografia

### Filmy
- Słońce, to słońce mnie oślepiło
- Hitler w operze
- Pomiędzy – Ojciec Marcina
- Ślub – Kanclerz

### Seriale
- Znak orła
- Dom
- Na Wspólnej – lekarz

### Dubbing
- Gwiezdne wojny: część I – Mroczne widmo – kanclerz Finis Valorum